# Mandatory
Mandatory (acronyme MDR) est un site français sur le jeu vidéo depuis 2020 et une structure e-sport depuis 2022. La marque Mandatory.GG a été créée par Z Agency, entreprise fondée par le streamer français Adrien « ZeratoR » Nougaret et ZQSD Productions. ZeratoR et Meteora dirigent les équipes Mandatory.
Depuis la création de Mandatory.GG en avril 2020, les articles du site donnent des conseils et informations sur les jeux en lien avec Mandatory (Valorant) puis ZeratoR notamment avec Age of Empires IV ainsi que TrackMania avant de s'ouvrir progressivement à tous les jeux.
Le 28 janvier 2022, Mandatory se lance sur le jeu de tir à la première personne (FPS) de Riot Games Valorant avec une équipe initiale composée des joueurs français Damien « HyP » Souville, Charles « CREA^» Beauvois, Dylan "hoppY" Aube, Tom "APO" Bonnion et Julien "Jbzz" Dupré. Le premier coach était Thibault « Menegh » Brognard,.
Le 25 mars 2023, Mandatory annonce récupérer les cinq joueurs de l'équipe World of Warcraft : Monka à partir du groupe final des MDI Dragonflight (saison 1) .

## Historique
La création de l'équipe Mandatory s'inscrit dans une tendance nouvelle dans le milieu e-sportif français : la création d'équipes par des streamers à succès. En effet, la voie a été montrée par Kameto avec la Karmine Corp et il a été suivi par de nombreux autres streamers tels que DFG, Mister MV et Shaunz pour AEGIS, Tomy avec Joblife et donc ZeratoR avec Mandatory.
Au début de la saison 2022, la récence de l'équipe, les incertitudes quant à la bonne synergie du groupe en jeu et le niveau élevé de la ligue mènent Mandatory à avoir des ambitions raisonnables. Le but affiché est de construire une équipe à long terme en commençant avec humilité pour monter un à un les échelons.
Toutefois, malgré les attentes peu élevées, le Stage 1 est un échec sur le plan sportif. Mandatory ne gagne pas un seul match et termine dernière avec un bilan de 4 nuls et 3 défaites en 7 matchs. Les individualités ne sont pas toutes au niveau attendu avec notamment Jbzz et CREA^ qui terminent tous les deux dans le top 5 des joueurs avec le pire KDA,. Ce constat amène la structure à opérer des changements dans son roaster en remplaçant Jbzz et CREA^ par Tony « Goaster » Richard et AKUMAAA, CREA^ passant de l'équipe compétitive au staff dans un rôle d'assistant coach et Jbzz se concentrant désormais sur son métier de streamer,.
Le Stage 2 commence donc avec des ambitions revues à la hausse qui coïncident avec un gain de popularité de la ligue. Il y a désormais une réelle attente de performances, d'autant plus que la célèbre Karmine Corp vient de lancer son équipe sur le jeu. Les deux équipes menées par deux des streamers les plus populaires du Twitch français deviennent naturellement rivales. Leurs affrontements sont immédiatement les matchs les plus attendus et les plus regardés de la ligue. Cette rivalité commence très mal pour Mandatory avec une défaite 1-13 dès le 2e match du Stage 2. Cette défaite, la plus lourde de la jeune histoire de la structure, aura heureusement des conséquences limitées puisque Mandatory gagne le match retour 14-12 et termine le Stage 2 à la 4e place, qualificative pour les playoffs. Sans compter, le résultat 13-1 contre WYLDE, plus grand écart de points de Mandatory. L'équipe affiche un bilan de 12 victoires pour 6 défaites. parmi lesquelles les matchs aller et retour perdus contre MAD Lions et Team Vitality, 1er et 2e, qui font figure de favoris pour les playoffs.
Le 1er juillet 2022, après une belle victoire en quarts de finale des playoffs contre la Team BDS (14-12, 14-12), HoppY est épinglé sur le #balancetoninfluenceur puis écarté de l'équipe pour ses "agissements inacceptables". CREA^ le remplace alors pour la demi-finale contre MAD Lions qui sera perdue 3-2 après un BO5 d'anthologie. Le match 4 restera probablement le plus marquant de la saison avec une glorieuse remontée au score de 0-9 à 11-10 et une victoire à l'overtime 15-13 au bout du suspense. La saison se termine ainsi sur un bilan plutôt positif sur le plan sportif et dans une ambiance festive lors d'un showmatch d'après saison : La soirée Hammertime.
Le 13 novembre 2022, Mandatory obtient son premier titre lors de la grande finale Valorant de la Lyon e-Sport 2022.
Le 18 janvier 2024, Mandatory annonce sa première alliance avec une équipe importante Fnatic. Cet accord pour les deux équipes Valorant permet un échange de joueurs si besoin ainsi que plusieurs évènements et communications partenaires à venir. L'accord s'arrête à la fin de saison 2024.
Le 10 mars 2024, Mandatory remporte son premier titre mondial sur World of Warcraft avec un score 3-2 contre Echo qui avait remporté les quatre précédentes éditions des MDI,.

## Mandatory Cup
Avant la création de sa propre équipe Valorant, le site Mandatory.gg organise en mai 2020 sa propre compétition appelée Mandatory Cup. Le tournoi rassemble 128 équipes européennes pour un cashprize de 10 000€. Fish123 qui devient une équipe Team Liquid quelques mois après le tournoi termine premier avec 6000€.
Le 31 juillet 2020, une 2ème édition a lieu sous le nom Mandatory.gg Cup avec un cashprize de 15000€. G2 Esports est l'équipe vainqueur et remporte 10000€.
Une nouvelle version a eu lieu en décembre 2023 après la création de l'équipe Valorant avec 15000€ pour le premier. Acend remporte cette édition.

## Impact sur la scèneValorant
Grâce à son site, puis à la création de son équipe esport, Mandatory a permis d'élargir de manière conséquente le public du jeu en France. Deux ans après la sortie du jeu, l'apparition de structures liées à des streamers dont ZeratoR avec Mandatory et Kamet0 avec la KC et leur rivalité a ainsi attiré 130 000 spectateurs sur Twitch pour la première semaine des matchs de la ligue française (VRL) contre 11 000 spectateurs lors de la finale de l'Open Tour France la saison précédente.

## Evenements physiques
| Évènements sur les tournois officiels avec une équipe Mandatory | Évènements sur les tournois officiels avec une équipe Mandatory | Évènements sur les tournois officiels avec une équipe Mandatory | Évènements sur les tournois officiels avec une équipe Mandatory | Évènements sur les tournois officiels avec une équipe Mandatory | Évènements sur les tournois officiels avec une équipe Mandatory              |
| Nom                                                             | Date                                                            | Lieu                                                            | Pays                                                            | Jeux                                                            | Objectif                                                                     |
| --------------------------------------------------------------- | --------------------------------------------------------------- | --------------------------------------------------------------- | --------------------------------------------------------------- | --------------------------------------------------------------- | ---------------------------------------------------------------------------- |
| Viewing Party Flunch                                            | 11 avril 2023                                                   | Flunch de Roncq                                                 | Drapeau de la France                                            | VALORANT                                                        | Watch Party avec ZeratoR                                                     |
| Viewing Party Flunch                                            | 23 septembre 2023                                               | Flunch de Rennes                                                | Drapeau de la France                                            | VALORANT                                                        | Watch Party dans un restaurant                                               |
| Viewing Party Flunch                                            | 23 septembre 2023                                               | Flunch Toulouse Labège                                          | Drapeau de la France                                            | VALORANT                                                        | Watch Party dans un restaurant                                               |
| CHALLENGERS DAY                                                 | 8 avril 2025                                                    | Arènes d'Évry-Courcouronnes                                     | Drapeau de la France                                            | VALORANT                                                        | Match officiel                                                               |
| Evènements spéciaux                                             |                                                                 |                                                                 |                                                                 |                                                                 |                                                                              |
| Nom                                                             | Date                                                            | Lieu                                                            | Pays                                                            | Jeux                                                            | Objectif                                                                     |
| HammerTime                                                      | 8 juillet 2022                                                  | Lyon                                                            | Drapeau de la France                                            | VALORANT                                                        | Showmatch                                                                    |
| HammerTime Fnac                                                 | 20 octobre 2022                                                 | Fnac de Paris Ternes                                            | Drapeau de la France                                            | VALORANT                                                        | Showmatch                                                                    |
| HammerTime                                                      | 25 mars 2023                                                    | Lyon                                                            | Drapeau de la France                                            | VALORANT                                                        | Showmatch + Annonce équipe WoW                                               |
| PC Gamepass Challenge : chapitre 1                              | 28 mars 2024                                                    | Montpellier                                                     | Drapeau de la France                                            | VALORANT                                                        | 4 équipes avec CEO streameur : Mandatory (Zerator), AEGIS, JobLife et Solary |
| PC Gamepass Challenge : chapitre 2                              | 18 avril 2024                                                   | Montpellier                                                     | Drapeau de la France                                            | League of Legends                                               | 4 équipes avec CEO streameur : Mandatory (Zerator), AEGIS, Solary et TDS     |

## Équipes
| Effectif de l'équipe Valorant pour la saison 2025 | Effectif de l'équipe Valorant pour la saison 2025 | Effectif de l'équipe Valorant pour la saison 2025 | Effectif de l'équipe Valorant pour la saison 2025 | Effectif de l'équipe Valorant pour la saison 2025 |
| ------------------------------------------------- | ------------------------------------------------- | ------------------------------------------------- | ------------------------------------------------- | ------------------------------------------------- |
| Rôle                                              | Nat.                                              | Pseudo                                            | Nom                                               | Date d'entrée                                     |
| Joueur (Capitaine)                                | Drapeau de la France                              | Enzo                                              | Enzo Mestari                                      | 20 décembre 2024                                  |
| Joueur                                            | Drapeau de la France                              | HyP                                               | Damien Souville                                   | 28 janvier 2022                                   |
| Joueur                                            | Drapeau de la France                              | keloqz                                            | Wassim Cista                                      | 20 décembre 2024                                  |
| Joueur                                            | Drapeau de la France                              | mikee                                             | Michael Lim                                       | 20 décembre 2024                                  |
| Joueur                                            | Drapeau de la France                              | TakaS                                             | Paupard Jonathan                                  | 20 mars 2025                                      |
| Coach                                             | Drapeau de la France                              | madcoach                                          | Kévin Ducourtioux                                 | 20 décembre 2024                                  |
| Coach (assistant)                                 | Drapeau de la France                              | Derly                                             | Florentin Derly                                   | 20 décembre 2024                                  |

| Nat.                 | Pseudo     | Nom               | Date de départ    | Date d'entrée     | Rôle / Changement                                        |
| -------------------- | ---------- | ----------------- | ----------------- | ----------------- | -------------------------------------------------------- |
| Drapeau de la France | Jbzz       | Julien Dupré      | 23 mars 2022      | 28 janvier 2022   | Joueur                                                   |
| Drapeau de la France | HoppY      | Dylan Aube        | 1er juillet 2022  | 28 janvier 2022   | Joueur                                                   |
| Drapeau de la France | APO        | Tom Bonnion       | 12 juillet 2022   | 28 janvier 2022   | Joueur                                                   |
| Drapeau de la France | Babax      | Baptiste Bertrand | 12 décembre 2022  | 19 septembre 2022 | Joueur                                                   |
| Drapeau de la France | Menegh     | Thibaut Brognard  | 28 juin 2023      | 28 janvier 2022   | Coach                                                    |
| Drapeau de la France | kAdavra    | Thomas Johner     | 13 septembre 2023 | 9 janvier 2023    | Joueur                                                   |
| Drapeau de la France | Féfé       | Félix Munch       | 17 septembre 2023 | 13 septembre 2023 | Coach                                                    |
| Drapeau de la France | CyvOph (1) | Clement Millard   | 26 novembre 2023  | 25 novembre 2023  | 1ère présence = Joueur remplaçant                        |
| Drapeau de la France | AKUMAAAAA  | Alex Lo Bello     | 13 septembre 2024 | 11 avril 2022     | Joueur                                                   |
| Drapeau de la France | Goaster    | Tony Richard      | 21 septembre 2024 | 11 avril 2022     | Joueur                                                   |
| Drapeau de la France | CREA^      | Charles Beauvois  | 4 octobre 2024    | 28 janvier 2022   | Joueur jusqu'au 28 mars 2022 Assistant coach et co-coach |
| Drapeau de la France | SoOn       | Terence Tarlier   | 18 octobre 2024   | 13 septembre 2023 | Joueur                                                   |
| Drapeau de la France | thebigfiz  | Julien Auberton   |                   | 19 septembre 2022 | Joueur                                                   |
| Drapeau de la France | CyvOph (2) | Clement Millard   | 18 mars 2025      | 18 janvier 2024   | 2ème présence = Joueur                                   |

| Effectif de l'équipe WoW - MDI The War Within (S1) | Effectif de l'équipe WoW - MDI The War Within (S1) | Effectif de l'équipe WoW - MDI The War Within (S1) | Effectif de l'équipe WoW - MDI The War Within (S1) | Effectif de l'équipe WoW - MDI The War Within (S1) |
| -------------------------------------------------- | -------------------------------------------------- | -------------------------------------------------- | -------------------------------------------------- | -------------------------------------------------- |
| Rôle                                               | Nat.                                               | Pseudo                                             | Nom                                                | Date d'entrée                                      |
| Joueur (Capitaine)                                 | Drapeau de la France                               | Maystine                                           | Guillaume Nawrot                                   | 25 mars 2023                                       |
| Joueur                                             | Drapeau de l'Australie                             | Skylarked                                          | Ritchie Dugald                                     | 25 mars 2023                                       |
| Joueur                                             | Drapeau des Pays-Bas                               | Moadmoad                                           | Chris Dam                                          | 25 mars 2023                                       |
| Joueur                                             | Drapeau de la Bulgarie                             | Stove / Stovex                                     | Denis Dinev                                        | 18 janvier 2024                                    |
| Joueur                                             | Drapeau de l'Australie                             | SodaLsk                                            |                                                    | 2025                                               |
| Ambassadeur/streameur MDR                          | Drapeau de la France                               | Kusa                                               | Alexandre Amalou                                   | 25 mars 2023                                       |
| Ambassadeur/streameur MDR                          | Drapeau de la France                               | Lapi                                               | Constantin Alberto                                 | 25 mars 2023                                       |

| Nat.                   | Pseudo  | Date d'entrée | Date de départ  | Rôle   |
| ---------------------- | ------- | ------------- | --------------- | ------ |
| Drapeau de la Norvège  | Rx      | 25 mars 2023  | 18 janvier 2024 | Joueur |
| Drapeau de la Pologne  | Crims   | 25 mars 2023  | 16 juin 2024    | Joueur |
| Drapeau des États-Unis | Hopeful | 16 juin 2024  | 9 décembre 2024 | Joueur |

## Résultats e-sportifs

### Valorant

#### Saison 2022

##### Coupe de France
La coupe de France 2022 de Valorant a lieu du 27 octobre 2022 au 11 décembre 2022. Mandatory gagne la grande finale 3-1 contre Bonk et remporte la coupe de France à Montpellier pour l'Occitanie Esports.

#### Saison 2023

##### Valorant Challengers France: Révolution
La ligue française change de nom et devient VALORANT Challengers France : Revolution.
Le 1er tour se déroule du 14 janvier 2023 au 12 mars 2023. Mandatory est 2ème après une défaite en finale.
La deuxième partie de la saison se déroule du 8 avril 2023 au 10 juin 2023. Après 18 matchs, Mandatory est deuxième et accède directement à la demi-finale du 9 juin 2023.
Le 10 juin 2023, Mandatory est de nouveau 2ème après une défaite en finale (2-3) cependant elle accède au Play-in du tournoi VALORANT Challengers Ascension 2023 de la région EMEA.

##### VALORANT Challengers Ascension - EMEA - Play-in
La 2ème place au classement général de la ligue française permet à Mandatory d'accéder à un tournoi pour affronter les 8 autres équipes 2ème de chaque ligue de la région EMEA. Le vainqueur de la finale participera au tournoi principal. Le 23 juin 2023, après la défaite contre S2G Esports, Mandatory est éliminé.

##### Coupe de France
Après avoir obtenu le titre en 2022, Mandatory remet en jeu son titre à partir du 21 septembre 2023 jusqu'au 1er octobre. Avec 2 victoires et 3 défaites, Mandatory est à la 5ème place de son groupe et termine la Coupe de France en phase de groupes.

##### Autres compétitions en 2023
Entre le 25 et 26 novembre, Mandatory participe à l'RTBF iXPé Online Sessions 2023 et termine à la 1ère place. CyvOph remplace HyP qui participe à la Dreamhack Valorant notamment avec ZeratoR.
Le 13 décembre, Mandatory participe à son dernier tournoi de l'année, la Mandatory Cup et termine dernier de son groupe.

#### Saison 2024

##### Valorant Challengers France: Révolution
La ligue française reprend son format d'origine avec 8 équipes et change le format des matchs en BO3.
Mandatory termine le split 1 à la 2ème place. Mandatory atteint aussi pour la première fois, la première place de la saison régulière.
La 4ème place de Mandatory au split 2 termine la saison 2024 en l’absence de la Coupe de France ou split 3.

##### Saison 2025

###### Valorant Challengers France: Révolution
En 2025, c'est un nouveau format avec deux groupes de 4. Le deuxième segment commence le 22 mars 2025 et Mandatory choisira à tour de rôle avec JobLife, les équipes de son groupe grâce à sa 2ème place lors du segment 1.

###### Valorant Challengers EMEA
Le 15 février 2025, Mandatory est qualifié au 1er Stage de Challengers EMEA. Le tournoi qui aura lieu du 3 au 9 mars 2025 est la 2ème division d'EMEA. 12 équipes sont présents à l'événement pour remporter des points pour le tournoi d'ascension EMEA qui permet d'accéder à la première division pour la VCL EMEA 2026. MDR est troisième du stage 1.

### World of Warcraft

#### Saison 2023

##### MDI Dragonflight (S1)
L'ancienne équipe Monka commence les qualifications et devient une équipe Mandatory à partir du groupe final.
Mandatory termine à la 2ème place de la finale et remporte 80 000$.
Echo remporte son 4ème titre mondial.

##### MDI Dragonflight (S2) - The Great Push
Mandatory termine à la 6ème place de la finale et remporte 10 000$.

#### Saison 2024

##### MDI Dragonflight (S3)
L'équipe WoW est 3ème des qualifications ouvertes et du groupe B et accède au Global Finals. Mandatory gagne la grande finale MDI 2024 contre Echo, équipe gagnante des quatre précédentes éditions,. L'équipe remporte 80 000$ ainsi que les 5 000$ pour la 3ème place du groupe B.

##### MDI Dragonflight (S4) - The Great Push
Mandatory termine 1er des qualifications et du groupe A. Le classement final de l'équipe pour l'édition 2024 est la 2ème place à la suite d’une défaite au temps contre Echo.

##### MDI The War Within (S1)
Cette édition introduit deux nouveautés pour Mandatory, le premier changement d'extension de l'équipe et l'ajout d'un groupe de 8 teams spécial Chine. La 2ème place lors des "time trials" permet à Mandatory d'accéder au groupe B du 8 au 10 novembre 2024.

#### Saison 2025

##### MDI The War Within (S1) - The Great Push
Mandatory termine à la 1ère place des "Time Trials" et du groupe A. L'équipe obtient une place pour le groupe final à partir du 14 février 2025. Le 17 février 2025, les 5 joueurs remportent la compétition.
| Classements des équipes Mandatory | Classements des équipes Mandatory | Classements des équipes Mandatory                                                                                 |
| /////                             | Valorant | World of Warcraft                                                                                                 |
| --------------------------------- | --- | --- |
| 2022                              | - Dernier (8e) du Stage 1 Valorant Regional Leagues France : Révolution - 3-4e du Stage 2 Valorant Regional Leagues France : Révolution - Vainqueur Lyon e-Sport - Vainqueur de la Coupe de France                          | |
| 2023                              | - 2e du Split 1 Challengers France - 2e du Split 2 Challengers France - 5e (Play-In) - VCT Ascension EMEA - 5e du groupe A - Coupe de France - 1e RTBF iXPé Online Sessions 2023 - Dernier (3e) du groupe B - Mandatory Cup | - 2e MDI Dragonflight (S1) - 6e MDI Dragonflight (S2) - TGP                                                       |
| 2024                              | - 2e du Split 1 Challengers France - 4e du Split 2 Challengers France | - Vainqueur MDI Dragonflight (S3) - 2e MDI Dragonflight (S4) - The Great Push - Vainqueur MDI The War Within (S1) |
| 2025                              | - 2e du Segment 1 Challengers France - 3e du Stage 1 Challengers EMEA | - Vainqueur MDI The War Within (S1) - TGP                                                                         |

## Records et statistiques
Le record d'audience de la structure sur la chaîne Twitch de ZeratoR est atteint le 10 mai 2022 pour le match retour entre Mandatory et la Karmine Corp dans le 2ème stage de la Valorant Regional Leagues France : Révolution 2022 avec plus de 59 000 spectateurs. Pour World of Warcraft, le pic d'audience a lieu pendant la grande finale des MDI 2023 contre Echo avec plus de 33 000 spectateurs.
Le record d'audience sur les plateformes de diffusion en direct pour un match de Mandatory est atteint lors de la finale du 2ème split en Valorant Challengers France : Révolution 2023 contre Gentle Mates. Plus de 150 000 spectateurs étaient ainsi connectés pour voir le match. Pour World of Warcraft, le pic d'audience a lieu pendant la grande finale des MDI 2024 qui oppose de nouveau Mandatory à Echo avec plus de 111 000 spectateurs.
Mandatory est la dernière équipe présente depuis le 1er jour de la ligue Valorant Challengers France : Révolution France (et Valorant Regional Leagues France : Révolution), le 15 février 2022. En mars 2025, Mandatory commence son 8ème segment dans la ligue.
Avec le départ de CREA^, ancien joueur et co-coach, HyP est le seul joueur présent depuis le début de l'équipe e-sport Mandatory.